# 世田谷文学館
世田谷文学館（せたがやぶんがくかん）は、東京都世田谷区南烏山にある博物館施設である。
1995年に東京23区初の近代総合文学館として開館した。運営は、公益財団法人せたがや文化財団。
東京都道311号環状八号線（環八通り）と蘆花恒春園の近くに位置し、ウテナの創設者である久保政吉の旧邸宅に隣接して建てられた。

## 概要
建物は地上3階、地下1階の構造となっており、展示室は1・2階にある。
開設当初は1階を企画展示、2階を常設展示としていたが、現在は1階を常設展示、2階を企画展示としている。これは展示室の床面積が２階のほうが広いためである。現在は年に5本の企画展と2本のコレクション展が開催されている。
展示室以外の設備として、キッズスペースや授乳室も備えたカジュアルな図書室「ライブラリーほんとわ」（1階）、講演会や映画上映会、コンサートなどのイベントを催せるオープンスペースの「文学サロン」（1階）、実物のゴジラ（ミレニアムゴジラ）の展示もある喫茶室「どんぐり」、公共スペースとして貸出をしているレクチャールーム「講義室」(2階)がある。

## 沿革
- 1986年12月 - ”世田谷文化会議”―21世紀の文化市世田谷をめざすために一から文学館建設などの提言を受ける[1]。
- 1987年3月 - 「世田谷区新基本計画及び同実施計画」事業計画化[1]。
- 1990年11月 - 「文学館基本構想検討委員会」（委員6名、委員長：佐伯彰一）を開催する[1]。
- 1991年12月 - 文学館基本構想検討委員会より「世田谷区立文学館基本構想」が答申される[1]。
- 1992年4月 - 1992年度予算に文学館建設事業として、展示基本設計費などを予算化総務部文化課に文学館開設主査を配置する[1]。
- 1992年9月 - 区とウテナで「覚書」を交わす。工事が着工される[1]。
- 1992年11月 - 「文学館運営準備委員会」（委員長：佐伯彰一）発足[1]。
- 1993年4月 - 総務部に文学館開設準備室を設置する[1]。
- 1993年10月 - 「文学館基本計画」が政策決定される[1]。
- 1993年11月 - ウテナ開発事業及び文学館施設工事が竣工する[1]。
- 1993年12月 - 区とウテナで「賃貸借契約」及び「覚書」を締結する[1]。
- 1994年3月 - 文学館開設準備室を新施設に移転する[1]。
- 1994年9月 - 第3回区議会定例会で「文学館条例」が決議される[1]。
- 1994年9月 - 財団法人世田谷区美術振興財団理事会・評議員会で、文学館準備組織と予算について審議可決される[1]。
- 1994年10月 - 同財団職員として発令、新体制が発足する[1]。
- 1995年4月 - 世田谷文学館として開館[1]。
- 1999年4月 - 世田谷文学館友の会発足[1]。
- 2003年4月 - 財団法人世田谷区美術振興財団と財団法人世田谷区コミュニティ振興財団を結合し、財団法人せたがや文化財団を設立[1]。
- 2007年6月 - 佐伯彰一館長退任（名誉館長）、菅野昭正館長就任[1]。
- 2011年4月 - せたがや文化財団が公益財団法人となる[1]。
- 2021年4月 - 菅野昭正館長退任、名誉館長、亀山郁夫館長就任。

## ムットーニのからくり箱
「ムットーニ」とはアーティストである武藤政彦が作り出した作品のことを指しており、写真や映像では表現できない総合芸術の要素が含まれている。その作品は立体のからくり箱であり、動き・光・音楽などのすべてが絡み合った小さなストーリーボックスである。
世田谷文学館の常設展示は世田谷区にゆかりのある展示を中心に行っているが、展示室入口付近にムットーニ製作のからくり箱が3つあり、これらは1時間毎に稼動している。2007年にも、「ムットーニのからくり書物」と題した企画展が行われたことがある。

## 利用案内
- 交通機関
  - 電車：京王線「芦花公園駅」南口より徒歩5分(500m)
  - 京王バス：（歳23系統　千歳船橋～千歳烏山）「芦花恒春園」下車・徒歩5分
  - 小田急バス：（成02系統　成城学園前～千歳烏山駅降車場）「ウテナ前」下車・徒歩1分（運行本数が非常に少ない）
  - 関東バス：（荻02系統　荻窪～芦花公園駅入口）「芦花公園駅入口」下車・徒歩8分
  - 車：館の裏手に来館者駐車場あり
- 開館時間 午前10時～午後6時（入館は閉館30分前まで）
- 休館日 月曜日（祝日にあたる時はその翌日）、年末年始
- 料金（観覧料）
  - コレクション展
    - 個人 一般：200円、大学生・高校生：150円、中学生・小学生：100円、65歳以上・障がい者：100円
    - 団体（1人につき） 一般：160円、大学生・高校生：120円、中学生・小学生：80円、65歳以上・障がい者：80円
- 障がい者用設備　エレベーターあり、車いす用トイレあり、車いす用駐車場あり